# 길라 알마고르

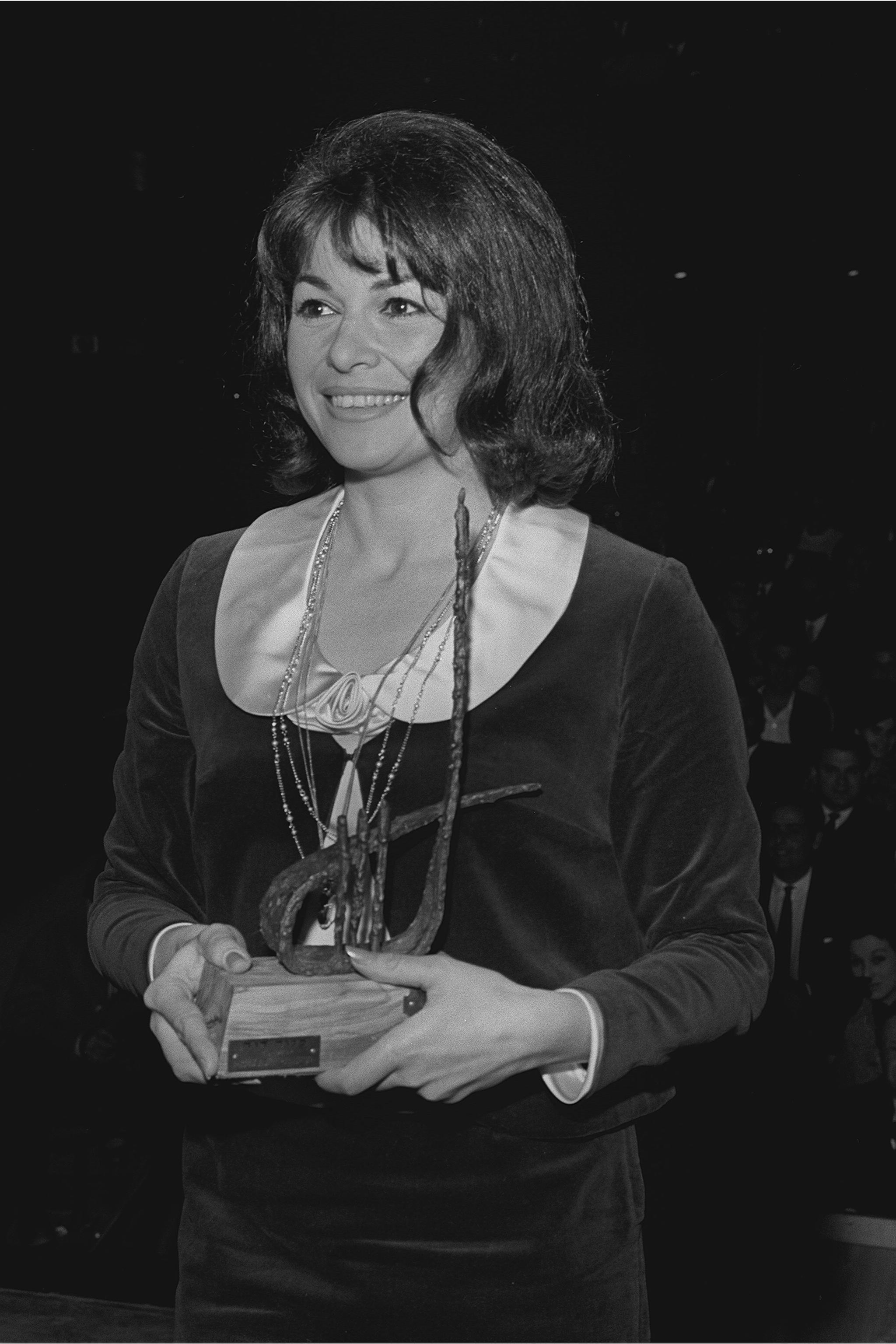
1964년 모습

길라 알마고르(히브리어: גילה אלמגור, 영어: Gila Almagor, 1939년 7월 22일 ~ )는 이스라엘의 배우이다. "이스라엘 영화, 연극계의 여왕"으로 불리는 인물로, 2004년 이스라엘 최고 문화 공로상인 이스라엘상을 받았다.

## 출연 작품
- 안테나 (2016)
- 파이어 버즈 (2015)
- 117편의 러브레터 (2015)
- 더 휴먼 리소스 매니저 (2010)
- 부채 (2007)
- 뮌헨 (2005)
- 쉬허 (1996)
- 하-차임 앨-파이 아그파 (1993)
- 베이루트 SOS (1991)
- 썸머 오브 아비야 (1989)
- 나치 학살 (1989)
- 시지 (1969)
- 살라 샤바티 (1964)
- 엘도라도 (1963)